# Міжнародні стандартні номери видань
Міжнародні стандартні номери видань — Міжнародний стандартний номер книги (ISBN), Міжнародний стандартний номер серіальних видань (ISSN),  Міжнародний стандартний номер нотних видань (ISMN) та Міжнародний стандартний номер фонограм і музичних відеозаписів (ISRC).
Це надзвичайно важливі елементи вихідних відомостей, що є своєрідними паспортними даними для ідентифікації таких видань не тільки в межах країни, а й за кордоном. Міжнародний стандартний номер книги складається з абревіатури ISBN, яка записується латинськими літерами незалежно від мови видання книги, та номера довжиною 10 або 13 цифр.

## Мета
Мета впровадження 13-значних номерів нового формату, це збільшення ємності системи ISBN та використання штрихкодів для ідентифікації видань. Для цього до 10-значного номера ISBN попереду додається префікс 978 або 979 та виконується відповідне перерахування контрольної цифри.

## Структура
Десятизначний номер поділяється на чотири частини (відповідно 13-значний поділяється на п'ять) змінної довжини, котрі відокремлюються одна від іншої дефісом. Кожна частина має такі значення:
Ідентифікатор мовної групи або країни. Встановлюється Міжнародним агентством ISBN. Кількість цифр залежить від річного обсягу книжкової продукції відповідної групи. Наприклад, для англомовних країн ідентифікатор групи дорівнює 0 або 1, для СРСР та країн СНД присвоєно ідентифікатор 5. Україна, крім ідентифікатора групи СНД, також має свій окремий ідентифікатор 966. Більш розширена інформація наведена в повному переліку.
Ідентифікатор видавництва. Цей ідентифікатор призначається національним агентством ISBN країни для кожного видавництва. Офіційним представництвом міжнародного агентства ISBN в Україні, що може розподіляти номери ISBN та назначати ідентифікатори для українських видавництв, є Книжкова палата України імені Івана Федорова. Видавництвам, що мають найбільший обсяг книжкової продукції видаються ідентифікатори з найменшою кількістю знаків та навпаки — малим видавництвам призначаються великі ідентифікатори довжиною до семи знаків.
Ідентифікатор книги. Це порядковий номер, який видавництво назначає для своїх книг. Кількість цифр цього ідентифікатора залежить від кількості цифр ідентифікатора видавництва: чим більше останній, тим меншій кількості книг видавництво може присвоїти номер ISBN.
Контрольна цифра. Остання цифра (або літера Х, що позначає число 10) в номері ISBN, що дозволяє перевірити його правильність. Номер ISBN вважається правильним, якщо сума добутків дев'яти цифр номера з ваговими коефіцієнтами від 10 до 2 та контрольної цифри ділиться на 11 без залишку.